# اف۷سی سی‌هاوک
اف۷سی سی‌هاوک (به انگلیسی: Curtiss_F7C_Seahawk) یک هواگرد ملخ‌پیشین تک‌موتوره از نوع جنگنده ساخت شرکت Curtiss Aeroplane and Motor Company است. هواگرد اف۷سی سی‌هاوک نخستین پروازش را در ۲۸ فوریه ۱۹۲۷ میلادی انجام داد. در مجموع، تعداد ۱۷ فروند از این هواگرد ساخته شده‌است.